# Acacia phasmoides
Acacia phasmoides är en ärtväxtart som beskrevs av James Hamlyn Willis. Acacia phasmoides ingår i släktet akacior, och familjen ärtväxter. Inga underarter finns listade i Catalogue of Life.